# 夏威夷州参议院
夏威夷州参议院是美国夏威夷州议会的上议院。夏威夷州参议院共有25名议员，每届任期4年。夏威夷州参议院领导人为参议院议长同時也兼任副州長。